# Atrichops stuckenbergi
Atrichops stuckenbergi är en tvåvingeart som beskrevs av Akira Nagatomi 1984. Atrichops stuckenbergi ingår i släktet Atrichops och familjen bäckflugor.
Artens utbredningsområde är Kenya. Inga underarter finns listade i Catalogue of Life.